# Лавака (окръг, Тексас)
Окръг Лавака (на английски: Lavaca County) е окръг в щата Тексас, Съединени американски щати. Площта му е 2512 km², а населението e 20 337 души (1 април 2020). Административен център е град Халетсвил.